# Heliconius anna
Heliconius anna är en fjärilsart som beskrevs av Heinrich Neustetter 1908. Heliconius anna ingår i släktet Heliconius och familjen praktfjärilar. Inga underarter finns listade i Catalogue of Life.